# Glossosoma traviatum
Glossosoma traviatum is een schietmot uit de familie Glossosomatidae. De soort komt voor in het Nearctisch gebied.